# Neopedies digitatus
Neopedies digitatus är en insektsart som beskrevs av Ronderos 1991. Neopedies digitatus ingår i släktet Neopedies och familjen gräshoppor. Inga underarter finns listade i Catalogue of Life.